# 有田哲平の引退TV
『有田哲平の引退TV』（ありたてっぺいのいんたいティーヴィ―）は、2022年11月25日よりABEMA SPECIALチャンネルで配信されるウェブバラエティー番組。

## 概要
第1回の前日となる11月24日、21時より記者会見番組を開き、有田哲平が極めて近い将来芸能界を引退する事を表明。これに伴う「私が引退するのだから、あなたも引退しませんか？」並びに「こいつはもういいだろう」と道連れにするタレント、著名人に引退勧告を行う対談番組開始を報告。結果的にこれが番組第0回となった。総合演出は名城ラリータ。
人は引退勧告をされたとき、なぜ引退したくないのかを考え、逆にどんな引退の仕方をしたいのかを考え吐露する、「腹を割って話すシチュエーションを作る番組」がコンセプトとなっており、MCを務める有田は「この番組が終わる頃には、本当に引退を決意してしまうかもしれませんけれども。ぜひご覧ください」と意気込みを語っている。なお、「私、有田哲平は、極めて近い将来、芸能界を引退いたします」というはフレーズはプロレスラー・高田延彦の発言（1995年6月18日、両国国技館）のオマージュである。
2023年3月3日の配信で最終回となったが、本編中で有田は「シーズン1最終回」と語っており、番組自体は継続するとしている。

## 出演者

### スタジオMC
- 有田哲平（MC）
- フワちゃん（見届け人）

## 配信日程

### 本編
| # | 配信日         | 配信時間 | 引退勧告者     | 引退勧告を受けるゲスト |
| - | -------------- | -------- | -------------- | ---------------------- |
| 0 | 2022年11月24日 | 12分     | 有田哲平       | フワちゃん             |
| 1 | 2022年11月25日 | 36分     | 有田哲平       | 渡部建                 |
| 2 | 2022年12月02日 | 41分     | 有田哲平       | 渡部建                 |
| 3 | 2022年12月16日 | 44分     | 加納愛子       | 森田哲矢               |
| 4 | 2022年12月30日 | 51分     | 足立梨花       | ROLAND                 |
| 5 | 2023年02月03日 | 49分     | タカアンドトシ | 錦鯉                   |
| 6 | 2023年02月10日 | 34分     | 錦鯉           | タカアンドトシ         |
| 7 | 2023年02月17日 | 39分     | 武藤敬司       | 武藤敬司               |
| 8 | 2023年03月03日 | 1時間    | 有田哲平       | 堀内健                 |

### 特別編
| # | 配信日         | 配信時間 | 引退勧告者 | 引退勧告を受けるゲスト |
| - | -------------- | -------- | ---------- | ---------------------- |
| 1 | 2023年01月06日 | 28分     | 有田哲平   | 渡部建                 |
| 1 | 2023年01月06日 | 28分     | 加納愛子   | 東ブクロ               |

## 音楽
エンディング曲
- フレデリック・ショパン『別れの曲（エチュード第3番ホ長調）』

## スタッフ
- ナレーター：湯浅真由美
- 作家：堀田延、カツオ、竹村武司、飯尾亮昌
- 美術プロデューサー：小林大輔
- アートコーディネーター：矢野雄一郎
- 大道具：畠山茂
- アクリル装飾：日野直治
- 電飾：奥野透
- 装飾：牛沢直樹
- 生花装飾：安藤岳
- SW：真野昇太
- TP：山本真吾
- CAM：横山大輔
- VE：生田洋祐
- AUD：吹野真穏
- 照明：宗像徹馬
- 編集：本田修士
- MA：鈴木久美子
- 音響効果：松長芳樹
- CG：ぴーたん
- ディレクター：根ケ山高弘
- 演出：内田雅行
- プロデューサー：宮村明、黒木智子、渡辺未生、半田悠理
- 総合演出・プロデューサー：名城ラリータ
- 制作著作：AbemaTV